# Phil Ehart
Phillip W. Ehart (né le 4 février 1950)  est le batteur du groupe de rock progressif Kansas.  Rich Williams et lui sont les deux seuls membres qui jouent sur chaque album du groupe. Bien que ses contributions dans le groupe à l'écriture de chansons sont rares, il a co-écrit deux de leurs plus grands succès, Point of Know Return et Play the Game Tonight. Il assume également les responsabilités de gestion du groupe depuis ces dernières années.

## Jeunesse
Né à Coffeyville, Kansas, le 4 février 1950, Ehart a apprend la batterie à l'école primaire. Il vit partout dans le monde pendant que son père militaire dans l'armée de l'air américaine stationne dans des endroits comme les Philippines et le Japon.

## Carrière
Phil Ehart contacte Kerry Livgren pour rejoindre un groupe nommé White Clover après avoir appris que le groupe de Livgren, Kansas (le deuxième groupe de ce nom) s'est récemment dissous. Avec White Clover, il se produit au New Orleans Pop Festival en 1969, ce qui a sur lui un énorme impact. Le White Clover se rebaptisé « Kansas ». Ce troisième Kansas est le groupe qui va devenir le groupe de rock progressif américain bien connu.
Au début des années 1970, Ehart, comme de nombreux musiciens américains, veut étudier et jouer de plus près le style de musique « britannique » qui est populaire à l'époque Il déménage alors en Angleterre. Il n'y trouve pas l'atmosphère accueillante, car les musiciens anglais préfèrent apprendre le country et les styles rythmiques et blues qu'Ehart a apportés avec lui, il retourne donc rapidement en Amérique[réf. nécessaire]. 
En 1978, Le chanteur de Kansas, Steve Walsh, et lui sont invités à jouer sur le deuxième album solo de Steve Hackett, Please Don't Touch!. 
En 1980, Ehart, Walsh et Robby Steinhardt, violoniste de Kansas, participent au 1er album solo de Kerry Livgren.
Phil est également membre du bref projet parallèle de Kansas en 2008 Native Window avec ses membres Billy Greer, Rich Williams et David Ragsdale.
Ehart et le guitariste Rich Williams sont les deux seuls membres fondateurs de Kansas qui n'ont jamais quitté le groupe et qui jouent sur tous ses albums.

## Matériel
Ehart est actuellement un utilisateur de batteries Yamaha, de peaux Evans, de baguettes Promark et est un depuis longtemps de cymbales Zildjian . Par le passé, il jouait sur des batteries Ludwig, DW et Slingerland et avec des cymbales Paiste[réf. nécessaire].

## Vie privée
Phil Ehart est père d'un fils, Noah, et d'une fille, Avery. En raison de l' autisme de Noah, Ehart devient un défenseur de l'autisme et se rend à Washington, DC, pour prendre la parole lors de la conférence Unlocking Autism Power of One en 2001[réf. nécessaire]. Il réside dans le comté de Henry, en Géorgie avec sa femme, Laurie, dans la périphérie d'Atlanta, où sa maison est spécialement conçue pour les besoins d'autisme de son fils.

## Discographie

### Kansas
- Voir Discographie de Kansas

### Native Window
- 2008 : Native Windows

### Participations
- Steve Hackett : Please Don't Touch! (1978)
- Kerry Livgren : Seeds of Change (1980)